# 安克斯
安克斯（法語：Hinx，法語發音：[ɛ̃ks]）是法国朗德省的一个市镇，位于该省南部，属于达克斯区。

## 地名
该地名“Hinx”发音为[ɛ̃ks]，末尾字母“x”发音，《世界地名翻译大辞典》与《世界地名译名词典》将其误译作“安村”。

## 地理
安克斯（43°42'4"N, 0°55'38"W）面积15.51 平方千米，位于法国新阿基坦大区朗德省，该省份为法国西南部沿海省份，是法國本土面积第二大的省，北起吉倫特省，西临大西洋，南至大西洋比利牛斯省，东临热尔省，东北与洛特-加龍省接壤。
与安克斯接壤的市镇（或旧市镇、城区）包括：康德雷斯、加马德莱班、戈斯、波亚尔坦、沙洛斯地区索尔、泰蒂约。

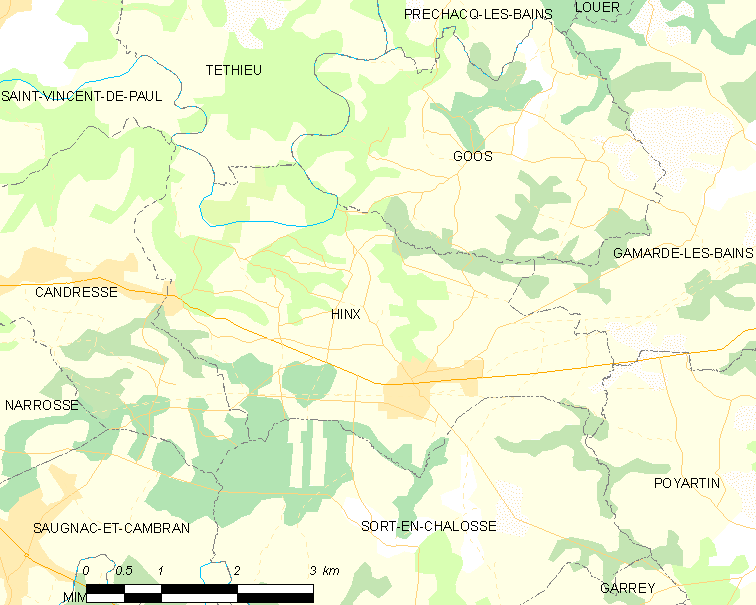
安克斯的OSM定位图

安克斯的时区为UTC+01:00、UTC+02:00（夏令时）。

## 行政
安克斯的邮政编码为40180，INSEE市镇编码为40126。

## 政治
安克斯所属的省级选区为沙洛斯山坡县。

## 人口

1962-2008年间安克斯人口变化图示

安克斯于2022年1月1日时的人口数量为1909人。